# اندیس آب‌باریک (شماره ۲)
معدن آب‌باریک (معدن شماره ۲) معدنی در شهرستان رزن استان همدان است. از این معدن سنگ آهک استخراج می‌گردد.